# Togaritensha velutina
Togaritensha velutina är en fjärilsart som beskrevs av Charles Oberthür 1880. Togaritensha velutina ingår i släktet Togaritensha och familjen tandspinnare. Inga underarter finns listade i Catalogue of Life.